# Renascença (escola de samba)
O GRES Renascença é uma escola de samba de Campinas.
A semente do que é hoje a escola brotou em uma roda de samba em um barzinho na Vila 31 de Março, nos idos de 1978. Cerca de sete pessoas compunham o grupo que queria montar uma escola de samba e até já tinha definido o seu símbolo: um pavão, com seus mistérios e cores azul e branco.
Para colocar o projeto em prática e arrecadar fundos, o grupo gravou um disco com o primeiro samba enredo da escola, na voz do seu primeiro puxador, Djalma Pires. O disco foi vendido de porta em porta no bairro, ao mesmo tempo em que a comunidade era envolvida pela ideia. Daí até a primeira apresentação da escola na avenida, em 1981, foram muitos e insistentes os trabalhos para tudo sair conforme planejado. Naquele mesmo ano a Renascença saiu com cerca de 380 integrantes e foi campeã. Empolgada com o primeiro prêmio, a escola conseguiu outros, consecutivos, até 1987. De 1992 a 1994, foi campeã de novo.
Em 2009, desfilou pelo grupo especial com outras 5 escolas, e acabou desclassificada. No ano seguinte, venceu o grupo de acesso. De volta ao grupo principal em 2011, foi penalizada em nove pontos no quesito fantasias (ala das baianas), uma vez que desfilaram 12 integrantes contra as 15 previstas (três pontos para cada integrante ausente). Com isso, obteve apenas o quarto lugar.

## Carnavais
| 2001 |  | Especial | Redescobrindo o Brasil | - | 2003 | 3º lugar | Especial |  | - | 2009 |  | Especial | Noite do Terror | - | 2010 | Campeã | Acesso | Bem vindo à Fábrica dos Sonhos | - | 2011 | 4º lugar | Especial | Universo ao sonho eterno do criador | - | Em 2012 não ocorreu desfile. \|- | Em 2012 não ocorreu desfile. \|- | Em 2012 não ocorreu desfile. \|- | Em 2012 não ocorreu desfile. \|- | Em 2012 não ocorreu desfile. \|- | 2013 | Sem avaliação | Especial | Carrossel das ilusões | - |